# 레이랜드 트럭
레이랜드 트럭(영어: Leyland Trucks)는 잉글랜드의 자동차 메이커이다.

## 역사
1896년에 랭켜셔 스팀 자동차 컴파니(영어: Lancashire Steam Motor Company)로 설립되었다. 1907년에 레이랜드 자동차로 사명이 변경되었다. 1968년에 BMH와 합병이 되면서 브리티시 레이랜드(영어: British Leyland)로 사명이 변경이 되었다. 1975년에 국영화가 되었다. 1986년에 로버 그룹이 인수를 했지만 1987년에 회사가 분리 되면서 버스 사업부는 레이랜드 버스로 설립이 되었고 이 회사는 네덜란드의 자동차 메이커인 DAF 트럭에 인수 후 레이랜드 다프(영어: Leyland DAF)로 변경되었다. 1993년에 경영난으로 인해 DAF 트럭이 도산이 되면서 영국의 트럭 사업부와 밴 사업부가 분할이 되었는데 이 중 밴 사업부가 오늘날 LDV 자동차가 되었다. 1998년에 미국의 트럭 사업부인 파카 그룹에 인수되었다. 2006년에 파카 그룹이 자회사인 포든 트럭 브랜드의 트럭 제조를 중지를 결정하면서 레이랜드 트럭 생산이 단종과 동시에 DAF 트럭 브랜드로 합병되었다.

## 갤러리

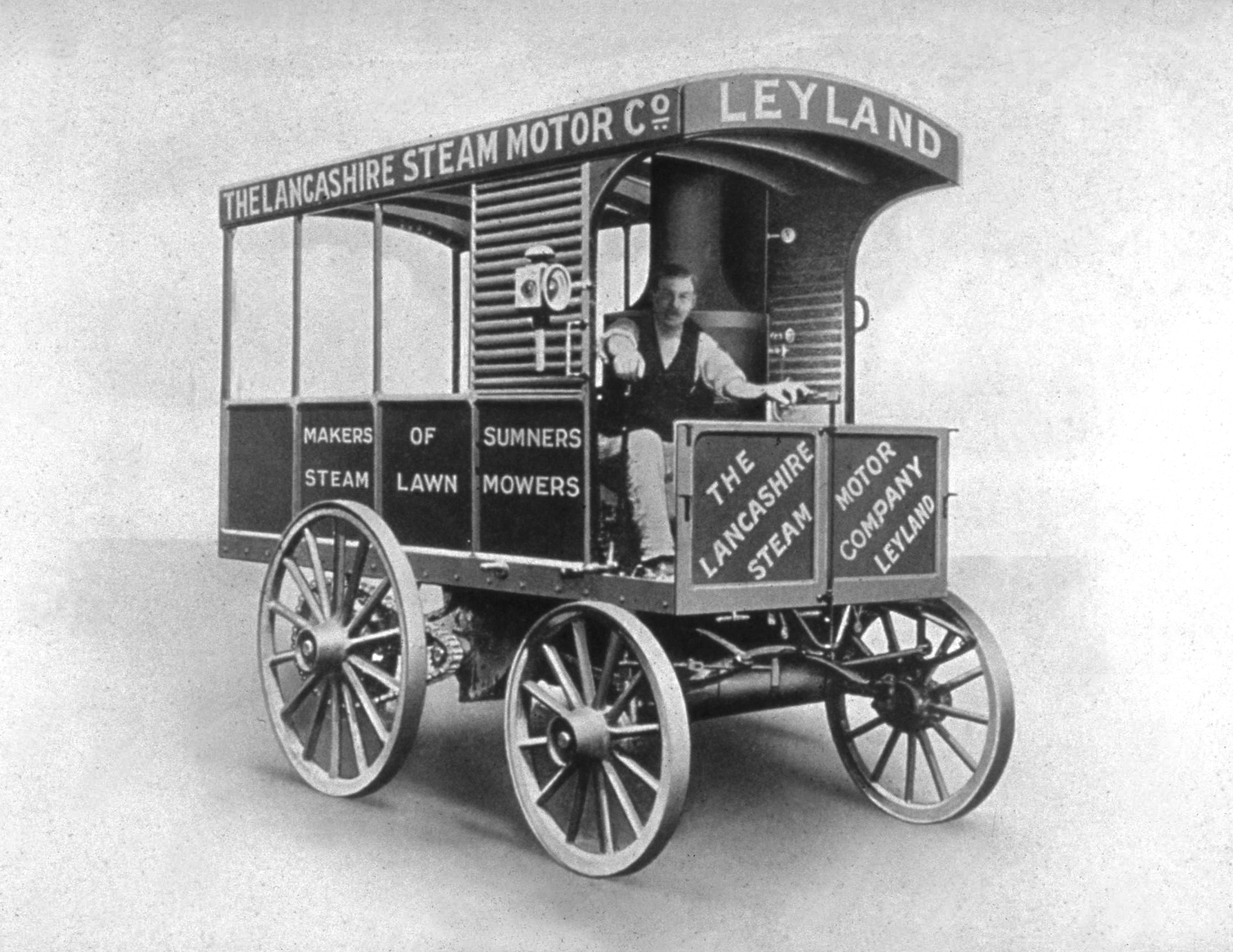
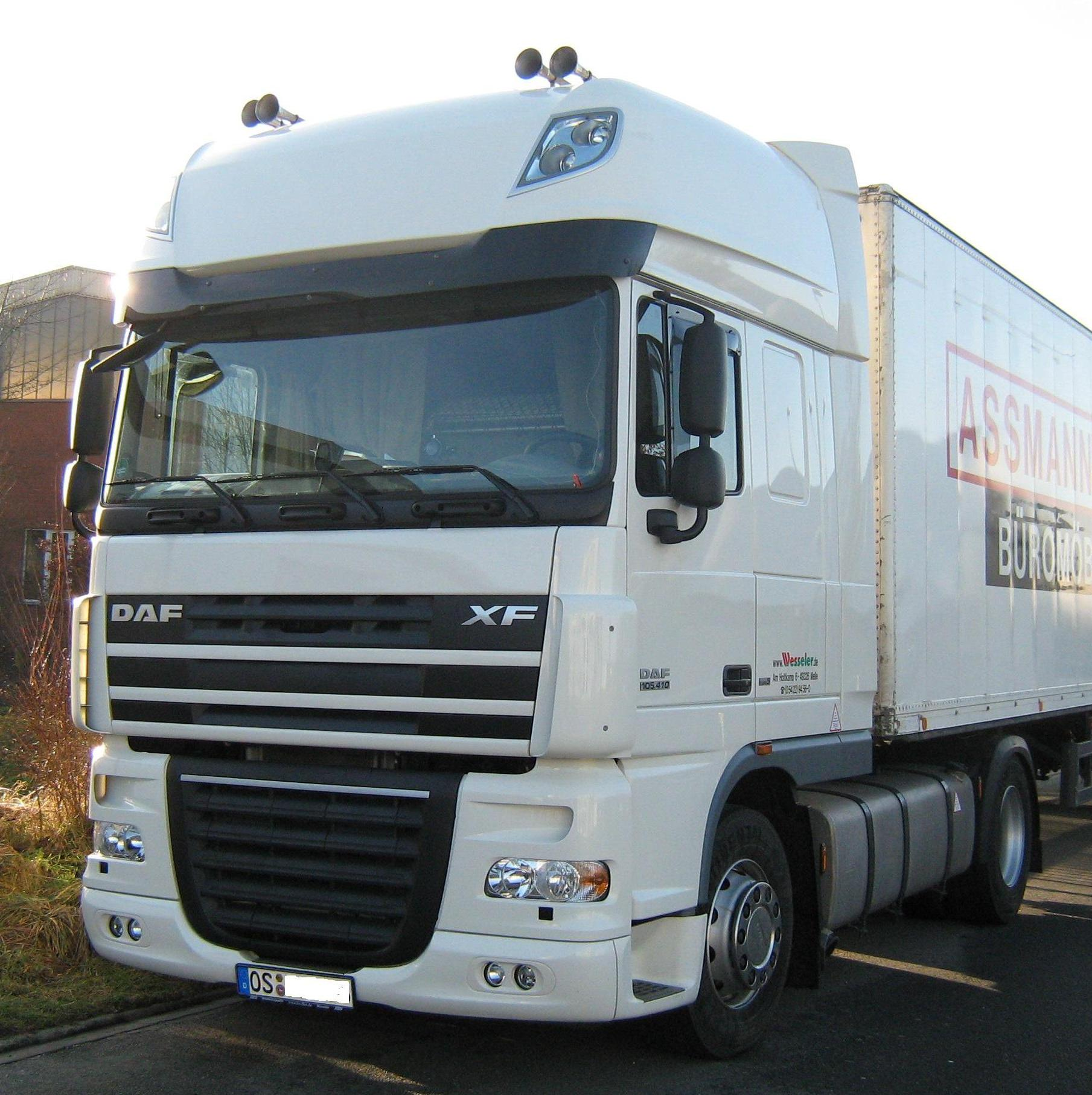
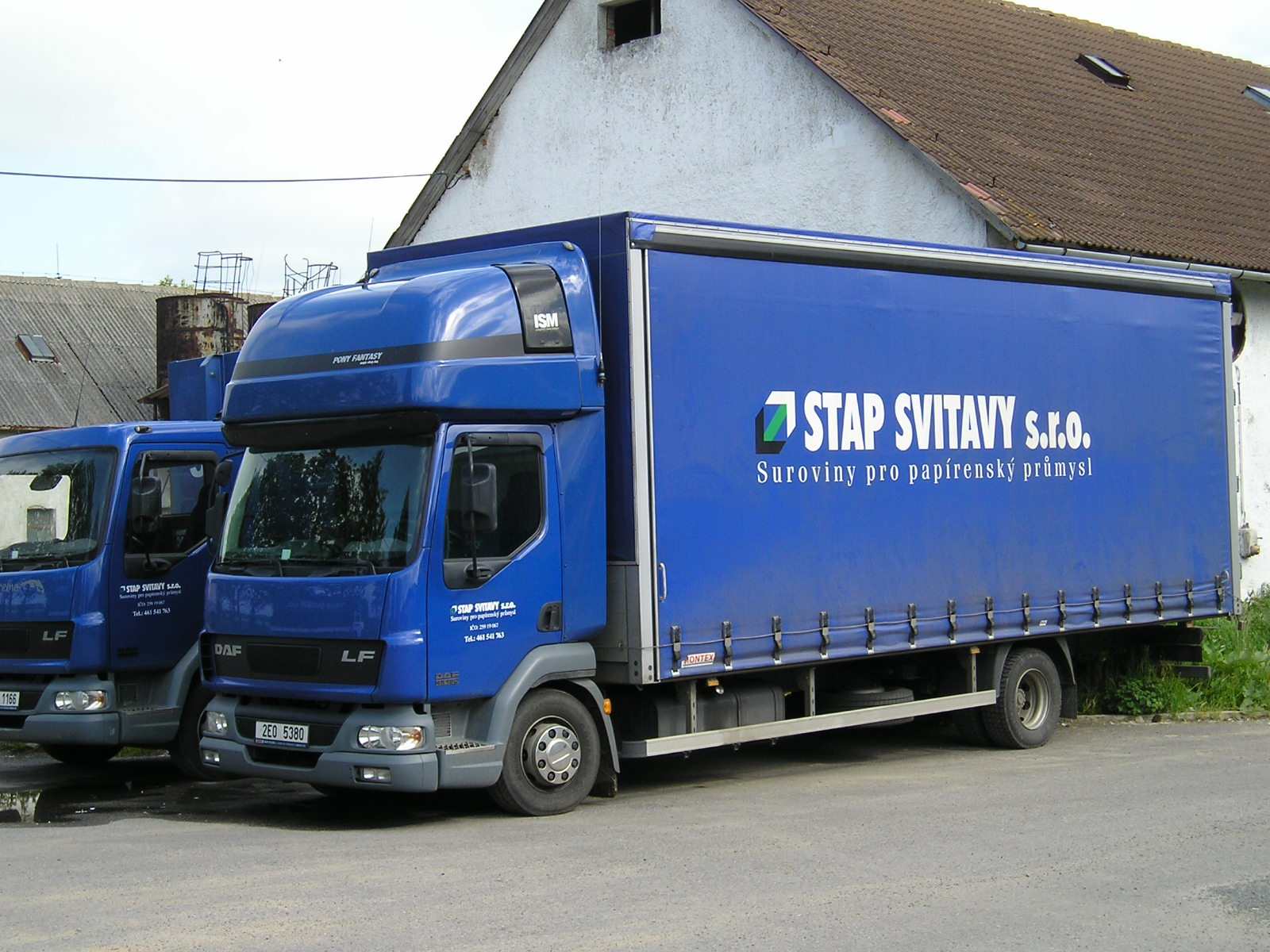

## 현재 생산차종
대형 트럭
- DAF CF[1]
- DAF XF[1]

중형·준중형·소형트럭
- DAF LF[1]